# Muži v naději
Muži v naději je film Jiřího Vejdělka z roku 2011, který volně odkazuje k předchozímu Vejdělkovu filmu Ženy v pokušení (2010).
Vznik filmu podpořila společnost RWE.

## Obsazení
| Bolek Polívka      | Rudolf                       |
| Jiří Macháček      | jeho zeť Ondřej              |
| Petra Hřebíčková   | Alice, Ondřejova žena        |
| Simona Stašová     | Marta, Rudolfova žena        |
| Vica Kerekes       | Šarlota                      |
| Lukáš Langmajer    | Louis                        |
| Hynek Čermák       | masér                        |
| Filip Antonio      | Pavlík                       |
| Michal Novotný     | číšník                       |
| Jitka Čvančarová   | průvodkyně                   |
| Eliška Křenková    | Irena                        |
| Emma Smetana       | Bára                         |
| Berenika Kohoutová | mladá Marta                  |
| Václav Jílek       | mladý Rudolf                 |
| Zuzana Onufráková  | rozzlobená maminka           |
| Ester Kočičková    | kamarádka rozzlobené maminky |
| Milan Býček        | primář                       |
| Nastasja Gospičová | dlouhonohá dívka             |

## Klip
Skupina Mig 21 nahrála pro film singl Chci ti říct. K písničce vznikl klip se záběry z filmu.

## Recenze
- Tereza Spáčilová, iDNES.cz 17. srpna 2011
- Kamil Fila, Aktuálně.cz 25. srpna 2011
- Alena Prokopová, Lidové noviny
- Karel Ryška, MovieZone.cz 27. srpna 2011
- František Fuka, FFFilm, 16. srpna 2011